# Sune Flök

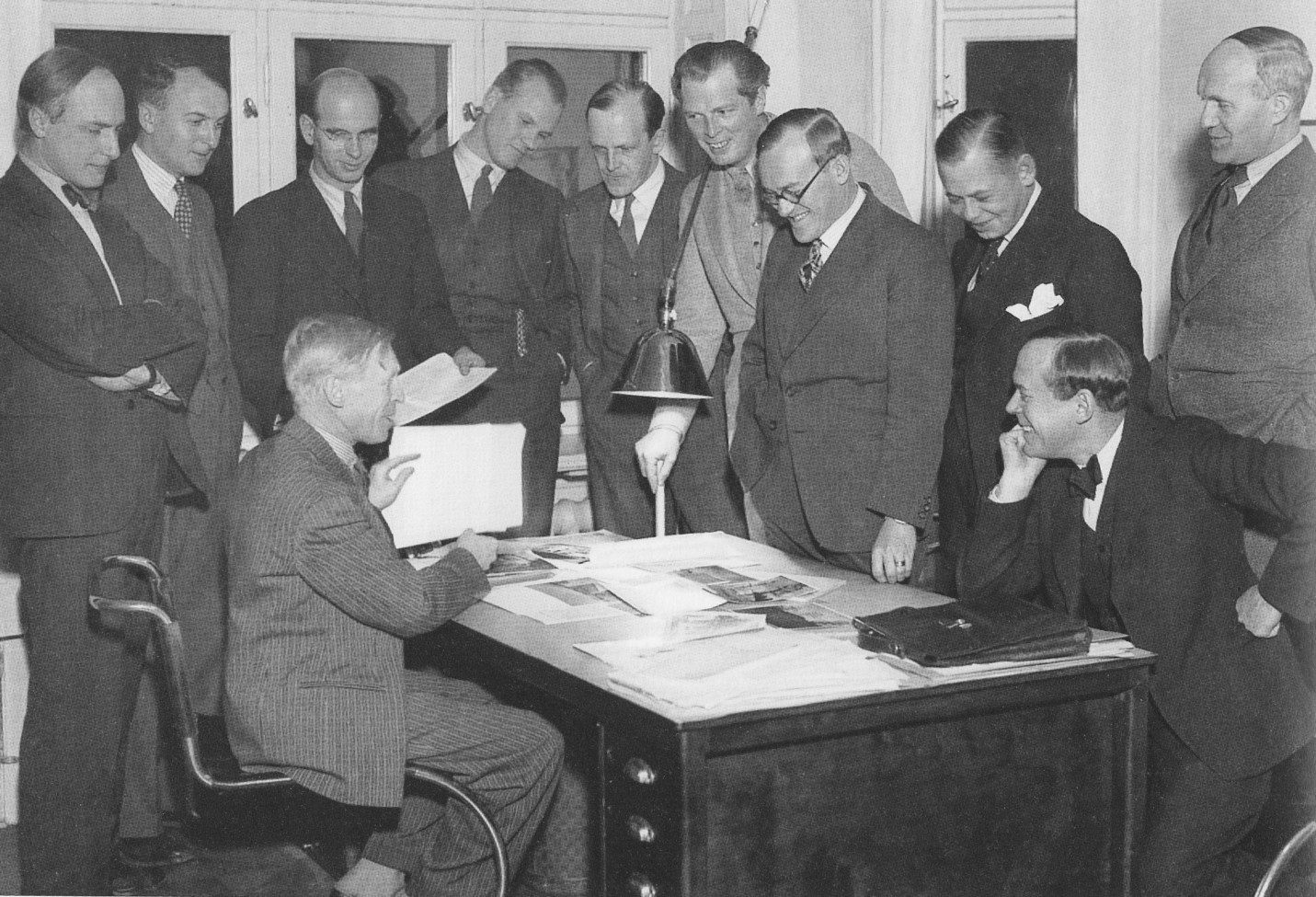
Eskil Sundahl sittande vid sitt skrivbord 1934, i kretsen av sina avdelningschefer; från vänster Haqvin Carlheim-Gyllensköld, Artur von Schmalensee, Olof Thunström, Dag Ribbing, Ville Tommos, Olof Hult, Eric Rockström, Gösta Hedström, Sune Flök och sittande Erik Lund.

Sune Flök, född 1 oktober 1888 i Tingsryd i Tingsås församling i Småland, död 17 maj 1970 i Stockholm, var en svensk arkitekt.

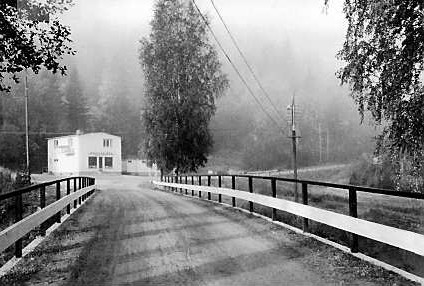
Konsumbutiken i Skillingsfors, 1930-tal.

Sune Flök praktiserade hos bland annat Gunnar Wetterling i Gävle och utomlands. Åren 1925–1958 var han anställd arkitekt och senare avdelningschef på Kooperativa förbundets arkitektkontor (KFAI) i Stockholm. 
Ett gott exempel på 1920-talsklassicism, innan KF:s arkitekter var på väg att ta steget in i funktionalismen, är Köpmangården i Skellefteå. Byggnaden uppfördes 1928 av Skellefteå Kooperatva Handelsförening efter ritningar av Sune Flök och Eskil Sundahl.
Från 1930-talet och framåt gällde dock genomgående modernistisk arkitektur på KFAI. Sune Flöks konsumbutik i Skillingsfors i Värmland representerar ett exempel härför. Byggnaden "lös som en sockerbit vid vägskälet i ingenmansland i djupaste Värmland intill den norska gränsen...", menade arkitekturskribenten Peder Alton 2004 i Dagens Nyheter.
Vid sjön Tikens strand i Mårslycke utanför Tingsryd stod Flök även som arkitekt för ett påkostat litet katolskt kapell, som invigdes  i augusti 1959.